# Lola Índigo
Miriam Doblas Muñoz (née le 1er avril 1992 à Madrid), populairement connue sous le nom de Lola Índigo, est une chanteuse et danseuse espagnole.

## Discographie
Elle s’est fait connaître en 2017 en participant à la neuvième saison de l’émission "Operación Triunfo". Bien qu'elle ait été éliminée la première, elle a utilisé cette exposition pour lancer une carrière musicale réussie.
En 2019, Lola Índigo a sorti son premier album, "Akelarre", qui contenait des hits comme "Ya no quiero ná" et "Mujer bruja". Elle a poursuivi sa carrière avec d'autres albums, notamment "La Niña" en 2021 et "El Dragón" en 2023, qui ont tous deux rencontré un grand succès en Espagne.
Réputée pour ses performances dynamiques mêlant chant et danse, Lola Índigo a collaboré avec divers artistes comme Rauw Alejandro, Danna Paola et Luis Fonsi. Sa capacité à tisser des liens solides dans l'industrie a été déterminante pour son ascension.
En décembre 2024, elle a donné un concert intime et émouvant au Teatro Eslava de Madrid dans le cadre des LOS40 Básico Santander, où elle a interprété des titres comme "La Reina" et "1000 Cosas".
En janvier 2025, Lola Índigo se prépare pour sa tournée "Estadios Tour 2025", annoncée sur son compte Instagram.

### Album studio
- 2019 – Akelarre
- 2021 – La Niña
- 2023 – El Dragón

### Singles
- 2018 – Ya no quiero ná
- 2018 – Mujer Bruja (avec Mala Rodríguez)
- 2019 – Maldición (avec Lalo Ebratt)
- 2019 – Me quedo (avec Aitana)
- 2019 – Lola Bunny (avec Don Patricio)
- 2019 – Luna
- 2020 – 4 Besos (avec Lalo Ebratt et Rauw Alejandro)
- 2020 – Santería (avec Danna Paola et Denise Rosenthal)
- 2021 – La Niña de la Escuela (avec Tini et Belinda)
- 2022 – Toy Story
- 2022 – An1mal
- 2022 – Caramello (avec Rocco Hunt et Elettra Lamborghini)
- 2022 – Discoteka (avec María Becerra)
- 2023 – Corazones Rotos (avec Luis Fonsi)
- 2023 – Tiki Tiki (avec Ptazeta)
- 2023 – La Santa
- 2023 – El Tonto (avec Quevedo)
- 2023 – Casanova (Remix) (avec Soolking et Rvfv)

## Télévision et participation
- 2024 – La Voz Kids España
- 2025 – La Voz Kids España